# Kamienna Struga
Kamienna Struga (deutsch Steinbach) ist eine Siedlung in der polnischen Woiwodschaft Ermland-Masuren, die zur Landgemeinde Kruklanki (Kruglanken) im Powiat Giżycki (Kreis Lötzen) gehört.

## Geographische Lage
Kamienna Struga liegt am Ostufer vom Siewener See (polnisch Jezioro Żywy) im nördlichen Osten der Woiwodschaft Ermland-Masuren. Die ehemalige Kreisstadt Angerburg (polnisch Węgorzewo) ist 27 Kilometer in nordwestlicher Richtung entfernt, während die jetzige Kreismetropole Giżycko (Lötzen) 20 Kilometer in südwestlicher Richtung entfernt liegt.

## Geschichte
Im Jahr 1708 erfuhr das damalige Gutsdorf Steinbach seine Gründung. Im Jahr 1818 zählte es 21 Feuerstellen bei 83 Einwohnern.
Im Jahr 1874 wurde Steinbach in den neu errichteten Amtsbezirk Regulowken (polnisch Regułówka) eingegliedert, der – 1931 in „Amtsbezirk Borkenwalde“ umbenannt – bis 1945 bestand und zum Kreis Angerburg im Regierungsbezirk Gumbinnen der preußischen Provinz Ostpreußen gehörte.
83 Einwohner waren im Jahr 1910 in Steinbach registriert.
Am 30. September 1928 verlor Steinbach seine Eigenständigkeit und wurde in die Landgemeinde Jorkowen (1938 bis 1945 Jorken, polnisch Jurkowo) eingemeindet.
In Kriegsfolge kam der Ort dann 1945 mit dem gesamten südlichen Ostpreußen zu Polen und wechselte die Ortsbezeichnung in die polnische Namensform „Kamienna Struga“. Heute ist die Siedlung (polnisch osada) eine Ortschaft im Verbund der Landgemeinde Kruklanki (Kruglanken) im Powiat Giżycki (Kreis Lötzen), vor 1998 der Woiwodschaft Suwałki, seither der Woiwodschaft Ermland-Masuren zugehörig.

## Religionen
Bis 1945 war Steinbach in die evangelische Kirche Orlowen (1938 bis 1945 Adlersdorf, polnisch Orłowo) in der Kirchenprovinz Ostpreußen der Kirche der Altpreußischen Union und in die katholische Kirche St. Bruno in Lötzen (polnisch Giżycko) im Bistum Ermland eingepfarrt.
Heute ist Kamienna Struga Teil der katholischen Pfarrei Orłowo im Bistum Ełk der Römisch-katholischen Kirche in Polen bzw. gehört zur evangelischen Kirchengemeinde Wydminy (Widminnen), einer Filialgemeinde der Pfarrei Giżycko in der Diözese Masuren der Evangelisch-Augsburgischen Kirche in Polen.

## Verkehr
Kamienna Struga liegt an einer Nebenstraße, die am Süd- und Ostufer vom Siewener See (polnisch Jezioro Żywy) entlang von Żywy (Siewen) nach Jurkowo (Jorkowen, 1938 bis 1945 Jorken) führt. Eine Bahnanbindung besteht nicht.